# Jacques Henri Lartigue
Pour les articles homonymes, voir Lartigue.
Jacques Henri Lartigue, né le 13 juin 1894 à Courbevoie et mort le 12 septembre 1986 à Nice, est un photographe, un peintre et un écrivain français.

## Biographie
Jacques Henri Lartigue naît en 1894 à Courbevoie dans une famille fortunée ; son père a exercé des fonctions dirigeantes dans divers domaines (banque, compagnie de chemin de fer, presse).
Il est le fils d'Henri Frédéric Hippolyte Lartigue (1859-1953) et de Marie Eugénie Henriette Haguet (1868-1953).
Il apprend la photographie avec son père dès 1900. Répondant à l’enthousiasme de son fils, Henri Lartigue lui offre pour ses 8 ans, en 1902, son premier appareil  photographique. Dès lors, il ne cesse de photographier sa vie d’enfant rythmée par les voyages en automobile, par les vacances en famille et, surtout, par les inventions de son frère aîné, Maurice, surnommé « Zissou ». Les deux frères sont passionnés par l’automobile, l’aviation et tous les sports alors en plein essor que Jacques Henri enregistre grâce à son appareil photographique. Il continuera adulte à fréquenter les manifestations sportives et à pratiquer lui-même quelques sports réservés à l'époque aux personnes aisées : ski, patinage, tennis, golf.
Il pratique la photographie en couleurs, par le procédé autochrome, et la photographie en relief.
Parallèlement, il entreprend la rédaction d’un journal qu’il poursuivra toute sa vie et commence à dessiner et à peindre. La peinture devient et restera son activité professionnelle, mais son œuvre peinte, mondaine et conventionnelle, ne connaîtra jamais la notoriété de son œuvre photographique où il exprime toute son originalité.
À partir de 1922, il expose dans plusieurs salons à Paris et dans le sud de la France. Entre-temps, en 1919, il a épousé Madeleine Messager (1896-1988), dite « Bibi », fille du compositeur André Messager et de la compositrice irlandaise Hope Temple, connue pour ses chansons. Ils ont eu un fils, Dany, né en 1921. Ils divorcent en 1931. Entre 1930 et 1932, il a une liaison intermittente avec Renée Perle avant d'épouser, en 1934, Marcelle Paolucci (dite « Coco ») dont il divorcera au bout de trois ans. Début 1942 il rencontre Florette Orméa qu'il épouse en 1945 et avec qui il finira sa vie.
Jusqu’au début des années 1930, il mène une vie luxueuse et mondaine. Mais la fortune des Lartigue s’étiole et Jacques Henri est contraint de trouver d’autres sources de revenus. Il vit alors chichement de sa peinture durant les années 1930 et 1940. Dès les années 1950, il commence à exister comme photographe tout en continuant à peindre.
En 1962, avec Florette, sa troisième épouse, Lartigue embarque à bord d’un cargo à destination de Los Angeles. Lors d'un détour par la Côte Est, ils rencontrent Charles Rado, de l’agence Rapho, qui contacte John Szarkowski, alors jeune conservateur du département photographique du MoMA à New York. L’enthousiasme est général ; en 1963, Jacques Henri Lartigue expose pour la première fois à l'âge de 69 ans au MoMA quelques-uns des nombreux clichés qu’il a réalisés au cours de  sa vie. La même année, le magazine Life lui consacre un portfolio et ce numéro, qui annonce la mort du président John Fitzgerald Kennedy, fait le tour du monde : Lartigue devient du jour au lendemain l’un des grands noms de la photographie du XXe siècle.
En 1975, la première rétrospective de son œuvre a lieu au musée des arts décoratifs à Paris. Un an auparavant, Lartigue a réalisé en photographie le portrait officiel du président de la République, Valéry Giscard d’Estaing.
En 1979, l’acte de donation est signé : Lartigue est le premier photographe français à faire don, de son vivant, de son œuvre à l’État français. Il charge l’Association des amis de Jacques Henri Lartigue de conserver et de diffuser le fonds. En 1980, l’exposition parisienne « Bonjour Monsieur Lartigue » au Grand Palais célèbre la donation.
En 1971, il reçoit la mention du prix du livre des Rencontres d'Arles (France) pour Journal d'un siècle. En 1985, le Ministre Michel Poniatowski lui remet avec Alain de Tilière, Président du Comité de France, « la Coupe d'Or du Bon Goût Français » à l'occasion de la rétrospective de ses œuvres au Grand-Palais. Jusqu’à ses derniers jours, il poursuit son œuvre à travers la photographie, la peinture et l’écriture.
Il meurt à Nice le 12 septembre 1986.

Il laisse plus de 100 000 clichés, 7 000 pages de journal et 1 500 peintures.

il est inhumé dans le cimetière de Opio, Alpes-Maritimes.

### Famille
Il est le père de Dany Lartigue, peintre et entomologiste, et le grand-père de Martin Lartigue qui joue le rôle de Petit Gibus dans le film La Guerre des boutons (1962) d'Yves Robert et de François Lartigue qui joue le rôle de Grand Gibus dans le même film.

## Expositions

### Expositions personnelles
- 1930 : galerie Georges Petit
- 1939 : galerie Charpentier à Paris
- 1941 : Cannes, hôtel Carlton ; La Malmaison
- 1942 : Monte-Carlo, galerie l'Art moderne ; Saint-Étienne ; Lyon
- 1963 : rétrospective au Museum of Modern Art de New York (commissaire d'exposition : John Szarkowski[5].
- 1964 : exposition de peintures à la galerie Knoedler à New York
- 1975 : 
  - Lartigue 8 x 80, Musée des arts décoratifs, Paris.
  - J. H. Lartigue, Galerie municipale du Château d'eau, Toulouse.
- 1980 : Bonjour, Monsieur Lartigue, Grand Palais, Paris.
- 1986 : 
  - Jacques Henri Lartigue : album, Helmhaus, Zurich ; puis Musée de l'Élysée, Lausanne.
  - Autochromes et autres photos en relief du début du XXe siècle, Grand Palais, Paris.
- 2003 : Jacques Henri Lartigue : l'album d'une vie 1894-1986, Centre Georges-Pompidou, Galerie 2, Paris.
- 2004 : J. H. Lartigue, rétrospective d'un amateur de génie, Centre de la Vieille Charité, Marseille.
- 2010 : Double je : Jacques Henri Lartigue, peintre et photographe, 1915-1939, Musée d'Art et d'Histoire Louis-Senlecq, L'Isle-Adam.
- 2013 : Jacques Henri Lartigue : d'air et d'eau, Rio de Janeiro, Instituto Moreira Salles.
- 2015 : Lartigue, la vie en couleurs, Maison européenne de la photographie, Paris.
- 2017 : 
  - Lartigue à La Baule, 1913-1929, Musée Bernard-Boesch, Le Pouliguen.
  - Jacques Henri Lartigue : capturing moments of joy, Prefectural museum of art, Fukushima, Japon.
- 2020 : Jacques Henri Lartigue : L'invenzione della felicità, Casa dei Tre Oci, Venise.
- 2022 : Le journal d'un siècle, Espace Arts & Culture, Bram, du 11 juin au 25 septembre[6].

### Expositions collectives
- Grand Palais (Paris) : Salon d'Hiver
- Paris Cercle artistique et littéraire
- 1923 : exposition collective à la galerie Bernheim-Jeune
- 1934 : galerie Jean Pascaud, avec Paul Colin, Moïse Kisling, Marie Laurencin, Henri Lebasque, Marcel Roche[7].
- 2021 : Couper le son et arrêter le mouvement, une exposition de la Médiathèque de l'architecture et du patrimoine, avec des photographies de John Batho, Marcel Bovis, François Kollar, Jacques-Henri Lartigue, François Le Diascorn, Dolorès Marat, Émile Muller, Jean Pottier, Bruno Réquillart, Willy Ronis, Frères Séeberger, Le Quadrilatère, Centre d'art de Beauvais, dans le cadre des 18e Photaumnales

## Extraits publiés du journal de Lartigue
- Mémoires sans mémoire, Paris, R. Laffont, 1975
- Mon livre de photographie, avec la collaboration d'Yvette Métral, Paris, Flammarion, 1977
- L'Émerveillé : écrit à mesure, 1923-1931, Paris, Stock, 1981
- L'Œil de la mémoire : 1932-1985, Paris, Carrère, 1986

## Postérité

### Donation Jacques Henri Lartigue
En 1979, Jacques Henri Lartigue fait don à l'État de l'intégralité de son œuvre photographique et confie à l'Association des Amis de Jacques Henri Lartigue, dite « Donation Jacques Henri Lartigue », le soin de conserver, mettre en valeur, et de diffuser cette œuvre. Seule gestionnaire des droits, la Donation assure plusieurs missions qui contribuent au rayonnement de l’œuvre dans le monde au travers des actions suivantes :
- L’inventaire et la conservation du fonds par des opérations de sauvegarde, de conditionnement et/ou de restauration.
- La cession des droits de reproduction de l'œuvre du photographe.
- L'édition de livres, de catalogues d’expositions et de cartes postales.
- La création et la location d'expositions prêtes à l’accrochage.
- La vente de tirages de collection, relayée à l’étranger par les galeries partenaires.

### Le fonds
- 135 albums d'un format 52 x 36 cm. Ils commencent en 1880 (avec les photographies de sa famille) et s'achèvent à sa mort en 1986.
- L'intégralité des négatifs noir et blanc ou couleur
- L'ensemble des appareils photographiques qu’il avait conservés
- Le journal manuscrit et tapuscrit (de 1911 à 1986)
- 29 peintures déposées au centre d’art Jacques-Henri-Lartigue, à L’Isle-Adam (Val-d'Oise)

### Fondation Jacques Henri Lartigue
À sa mort, en 2000, Florette Lartigue, a légué ses biens à la Fondation de France dans le but de financer des projets consacrés à Jacques Henri Lartigue (exposition, colloque, film…). La fondation Jacques Henri Lartigue soutient également les jeunes photographes et peintres en versant une bourse.

## Hommages
- Rue Jacques-Henri-Lartigue dans le 5e arrondissement de Paris, nommée en 1995.
- Une station de la ligne 2 du tramway d'Île-de-France.
- Un quartier de Pont-de-l'Arche, où il résida durant son enfance, porte son nom depuis 1994.
- Il est le titre d'une chanson de l'album Copine de la chanteuse japonaise Taeko Onuki[10]

## Décoration
- Commandeur de l'ordre des Arts et des Lettres (1981)[11]

### Filmographie
- L'Amateur de rêve - Centenaire de la naissance de Jacques Henri Lartigue, co-réalisé par Roger Pic et Patrick Roegiers, texte dit par André Dussollier, production Lux Modernis, 1994